# ミヒャエル・ラウハイゼン
ミヒャエル・ラウハイゼン（Michael Raucheisen, 1889年2月20日 - 1984年5月27日）は、ドイツ出身のピアノ奏者。

## 概要
ラインの生まれ。教会オルガニストだった父親から音楽の手ほどきを受ける。1902年にミュンヘンに移住し、その翌年からミュンヘン音楽院でハンス・バスマイヤーにピアノ、フェリックス・モットルに指揮法、ルートヴィヒ・トゥイレに音楽理論を学んだ。1906年からプリンツレーゲンテン劇場のオーケストラでヴァイオリンを弾き、聖マルティン教会のオルガニストも兼務。1908年から1912年までミュンヘン弦楽四重奏団の団員も務めた。1912年からミュンヘン民衆劇場の演奏会を指揮するようになったが、モットルの勧めで1916年より歌手のピアノ伴奏を行うようになった。1920年からベルリンに移住し、1933年からベルリン放送の歌曲および室内楽のディレクターとして活躍し、数多くの歌曲や室内楽のピアノ伴奏を務めた。
ベアテンベルクにて没。